# ウィンチェスター M69
ウィンチェスター モデル69（Winchester Model 69）は、ウィンチェスター・リピーティングアームズ社が1935年に発表した.22口径のボルトアクション式小銃である。M69は中価格のリムファイア式スポーツライフルで、1934年に発表された単発式小銃M68よりは高級で、1920年に発表されたM52よりは安価な製品と位置づけられていた。1963年に生産終了。

## 設計
1930年代初頭、ウィンチェスター社は新製品としてM56ライフルおよびM57ライフルを発表したが、いずれも商業的な成功は収められなかった。M56とM57の22 in (560 mm)銃身を短いと感じるユーザーが多かったこと、および高価過ぎたことが失敗の原因であるとされた。M69はこれらの製品を代替するべく、より長銃身（25 in (640 mm)）かつ安価なライフルとして設計された。1934年、ウィンチェスター社員のフランク・F・バートン(Frank F. Burton)によって設計され、1935年1月1日に商品カタログへ掲載された。最初の出荷が行われたのは同年3月であった。

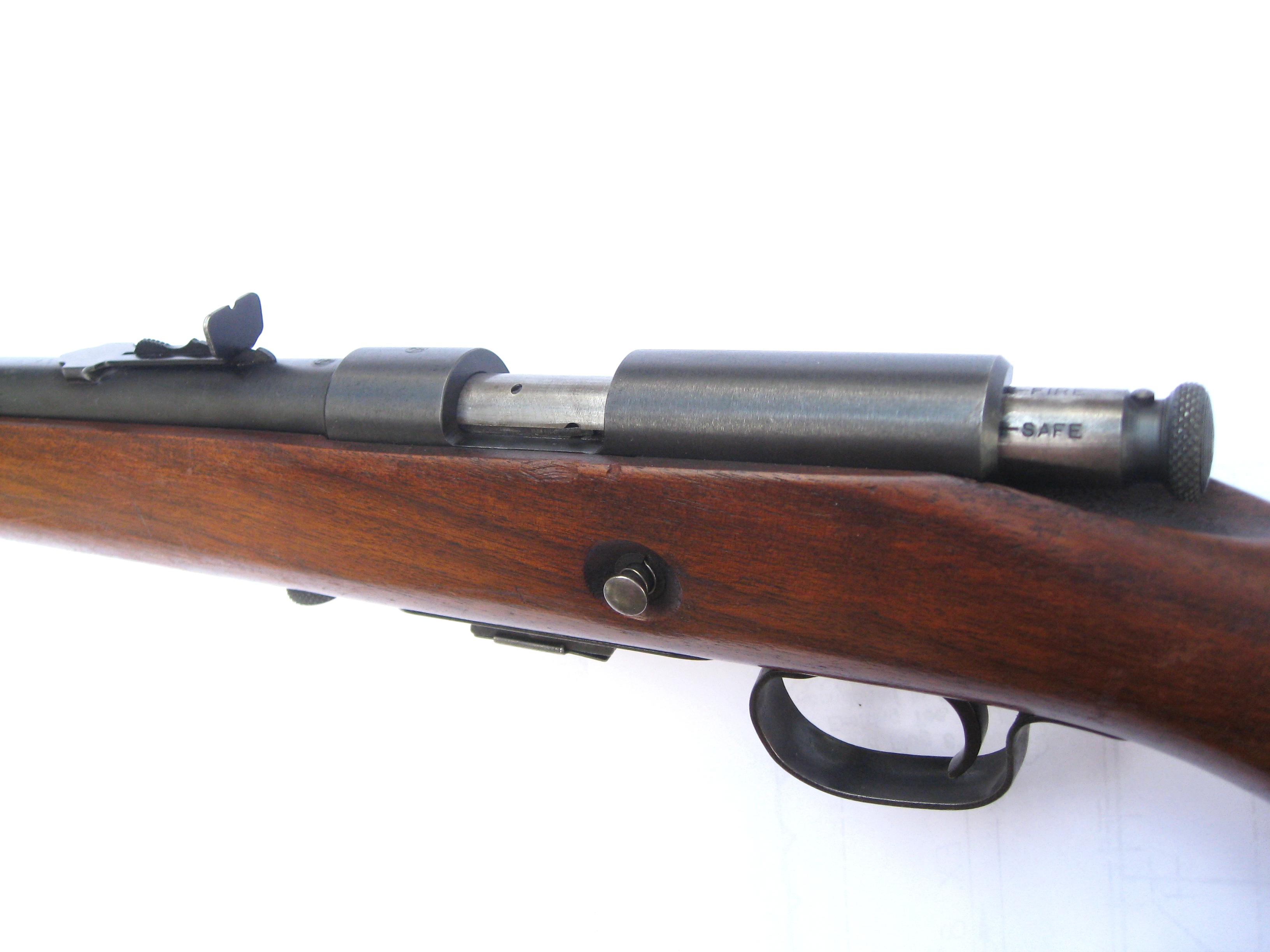
M69初期型の機関部。コッキングピースにはSAFE（安全）とFIRE（発砲）の文字があり、照準器の下方に分解用ネジがわずかに見えている。側面にあるのはマガジンリリースボタンである。

M69の撃針はボルトの閉鎖と共にコッキングされる。安全装置はボルト後端にあり、これをひねるとコッキングピースが固定される。こうした構造はロシア製のモシン・ナガン小銃と類似している。弾倉はM52、M56、M57、M75と共通の5連発着脱式箱型弾倉が標準的に付属したほか、オプションとして10連発弾倉や単発用アダプタが存在した。マガジンリリースボタンは銃床の左側面にある。銃床にはクルミ材が使用され、表面加工などは通常施されなかった。テイクダウン設計が取り入れられており、硬貨などを使って銃床下のネジを外すことで簡単に銃身および機関部を取り外すことができた。照星の覆いは取り外しが可能である。照門には銃身上に取り付ける調整可能なバックホーン・サイト、機関部上に取り付けるピープ・サイトのいずれかを取り付けることができた。また、全てのモデルでバットプレートは合成樹脂製だった。
1935年8月、カナダの輸入規制に適合させるべくボルトに反発式の撃針を組み込むように再設計が施された。1937年10月、銃床が再設計され、その中にテイクダウン用のねじ回しが格納できるようになった。この際に形状も変更されている。
1937年、ウィンチェスター社から最初の光学照準器が発表された。倍率2.75倍のものと倍率5倍のものがあり、2.75倍のモデルにはクロスヘアのほかに垂直の照準ポストが描かれたものもあった。これらは小銃とは別売りで、銃身と一体型のマウントに取り付けることができた。

## M69A
1937年11月、M69の大幅な設計変更が発表された。ボルトはコッキングされても開放状態を維持するようになり、安全装置はスライドレバー式に改められた上で機関部右側面に配置された。これによりコッキングピースの後方も小型化されている。銃身も元々はやや先細りになっていたものが一定の太さとなり、ライフル全体の重量はわずかに増加した。トリガー機構には調整ネジが追加され、トリガープルを変更できるようになった。これらの改良を加えたモデルはM69Aと呼ばれた。
元々、M69は狩猟やプリンキング（Plinking, 趣味の範囲での射撃）ではなく、純粋な射撃競技での使用を想定したライフルであった。1940年12月には最高級製品のM52と中価格製品のM75のさらに中間を埋める製品として、M69にターゲット・モデルとマッチ・モデルのバリエーションが発表された。これらは2種ともM69の標準モデルより大型の銃床を備えており、.22LRのみ使用可能だった。ターゲット・モデルはウィンチェスター製#80アパーチャ・サイトを搭載し、またマッチ・モデルはライマン製#57Eピープサイトを搭載していた。いずれも照星に覆いがあり、負革を備えていた。負革は当初25mm幅だったが、1947年には32mm幅に改められている。

## M697
1937年1月、光学照準器取り付けを前提としたモデルとしてM697が発表された。M697はほとんどM69の標準モデルと同型だったが、オープンサイトが除去されていた。最初の出荷は1937年6月で、まもなくしてM69Aに準拠した改良が加えられている。しかしM697の標準スコープマウントが極めて不評だったこともあり、1941年には生産が中止された。生産数が少ないため、後世のコレクターの間では標準的なM69よりも高価に取引されている。

## その後の変更
第二次世界大戦後、M69Aの設計にいくつかの修正が加えられた。ボルトは直線的な形状からやや後方が傾斜した形状となり、溝付の引き金が導入されたほか、機関部には他社製のスコープマウントを取り付ける為の溝が設けられた。さらに後期の生産型では、ボルト、引き金、トリガーガード、マガジンガードにクロームメッキが施された。
1963年に生産が終了する。最終的な販売数は各種派生型もあわせて355,363丁であった。1968年銃器統制法の施行以前に製造された為、M69シリーズには製造番号が刻まれていない。M69には直接の後継製品と呼びうるライフルが存在せず、1967年にM131が発表されるまで、中価格帯のウィンチェスター製22口径ボルトアクションライフルとしてはM52のみがカタログに掲載されていた。